# Zákon o odpadech
Zákon o odpadech v České republice (zákon č. 541/2020 Sb., předtím 185/2001 Sb., předtím 125/1997 Sb., předtím 238/1991 Sb.) je český zákon, který stanovuje v souladu s právem Evropské unie pravidla pro:
- předcházení vzniku odpadů a pro nakládání s nimi při dodržování ochrany životního prostředí, ochrany zdraví člověka a trvale udržitelného rozvoje,
- nakládání (zacházení) s odpady,
- práva a povinnosti osob v odpadovém hospodářství a
- působnost orgánů veřejné správy.

## Působnosti zákona
Zákon se vztahuje na nakládání s odpady s výjimkou některých odpadů vyjmenovaných v zákoně.

## Definice
Zákon definuje základní pojmy z oboru odpadového hospodářství:
- odpad je každá movitá věc, které se osoba zbavuje nebo má úmysl nebo povinnost se jí zbavit a přísluší do některé ze skupin odpadů uvedených v příloze č. 1 k tomuto zákonu.
- odpadové hospodářství je činnost zaměřená na předcházení vzniku odpadů, na nakládání s odpady a na následnou péči o místo, kde jsou odpady trvale uloženy, a kontrola těchto činností.
- původce odpadu, tedy právnická osoba nebo fyzická osoba oprávněná k podnikání, při jejichž činnosti vznikají odpady, nebo právnická osoba nebo fyzická osoba oprávněná k podnikání, které provádějí úpravu odpadů nebo jiné činnosti, jejichž výsledkem je změna povahy nebo složení odpadů.

## Katalog odpadů
Katalog odpadů rozřazuje vzniklé odpady do 20 kategorií a dalších podkategorií. Jedná se o šesticiferné číslo (tzv. kód odpadu). Podle tohoto čísla se určuje případná nebezpečnost a rozhoduje se, jak s ním bude dále naloženo.